# Синджорджу-де-Муреш (комуна)
Синджорджу-де-Муреш (рум. Sângeorgiu de Mureș) — комуна у повіті Муреш в Румунії. До складу комуни входять такі села (дані про населення за 2002 рік):
- Котуш (358 осіб)
- Синджорджу-де-Муреш (7514 осіб) — адміністративний центр комуни
- Тофалеу (20 осіб)

Комуна розташована на відстані 264 км на північний захід від Бухареста, 4 км на північний схід від Тиргу-Муреша, 79 км на схід від Клуж-Напоки, 128 км на північний захід від Брашова.

## Населення
За даними перепису населення 2002 року у комуні проживали 7892 особи.
Національний склад населення комуни:
| Національність | Кількість осіб | Відсоток |
| -------------- | -------------- | -------- |
| угорці         | 4597           | 58,2%    |
| румуни         | 2770           | 35,1%    |
| цигани         | 509            | 6,4%     |
| німці          | 8              | 0,1%     |
| турки          | 4              | 0,1%     |
| італійці       | 2              | < 0,1%   |

Рідною мовою назвали:
| Мова       | Кількість осіб | Відсоток |
| ---------- | -------------- | -------- |
| угорська   | 4691           | 59,4%    |
| румунська  | 2803           | 35,5%    |
| циганська  | 382            | 4,8%     |
| німецька   | 7              | 0,1%     |
| турецька   | 4              | 0,1%     |
| українська | 1              | < 0,1%   |
| російська  | 1              | < 0,1%   |
| італійська | 1              | < 0,1%   |

Склад населення комуни за віросповіданням:
| Релігія                                       | Кількість осіб | Відсоток |
| --------------------------------------------- | -------------- | -------- |
| православні                                   | 2909           | 36,9%    |
| реформати                                     | 2591           | 32,8%    |
| римо-католики                                 | 1769           | 22,4%    |
| унітарії                                      | 180            | 2,3%     |
| греко-католики                                | 119            | 1,5%     |
| адвентисти                                    | 82             | 1,0%     |
| не релігійні                                  | 18             | 0,2%     |
| баптисти                                      | 13             | 0,2%     |
| п'ятдесятники                                 | 8              | 0,1%     |
| мусульмани                                    | 6              | 0,1%     |
| лютерани                                      | 6              | 0,1%     |
| лютерани (Синодально-пресвітеріанська церква) | 3              | < 0,1%   |
| атеїсти                                       | 3              | < 0,1%   |
| старообрядці                                  | 2              | < 0,1%   |
| не вказали релігію                            | 5              | 0,1%     |